# 그린 게이트 웨이 타워
그린 게이트 웨이 타워(영어: Green Gate Way Tower)는 서울특별시 강남구 삼성동에 들어설 마천루였다. 한전부지 이전 얘기가 나오자 삼성 측에서 이 부지에 계획했던 마천루였으나 금융위기등으로 연기되다가, 최종적으로 이 부지를 현대자동차에서 낙찰받자 이 계획은 자연스럽게 취소된다. 이 부지엔 현대차 글로벌 비즈니스 센터가 2026년까지 완공될 예정이다.

## 같이 보기
- 현대차 글로벌 비즈니스 센터
- 대한민국의 마천루 목록
- 서울특별시의 마천루 목록
- 서울 강남구의 마천루 목록